# A magyar halászat könyve

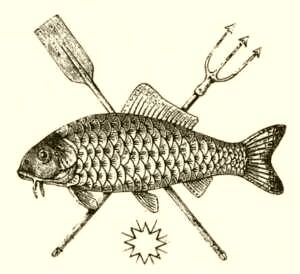
Herman Ottó: A magyar halászat könyve illusztráció

A magyar halászat könyve című könyv lexikonjellegű, Magyarország halairól és halászatáról szóló kétkötetes (I–II) „élővilág- enciklopédia”, melyet 1887-ben Herman Ottó írt és látott el képekkel. 
A könyv megszületéséhez Semsey Andor mecénási támogatása biztosította az anyagi hátteret. Bár számos kérdésben elavult, mégis jól használható amiatt, hogy részletes leírásokat tartalmaz Magyarország halfajairól és a népi halászatról. Mintegy ezer oldalas háromszáz ábrával, tizenkét műlappal és kilenc kőnyomatú táblával illusztrált könyv. Az eredeti kiadás óta több utánnyomás történt. 

## Az író előszavából
„E könyv úgy keletkezett, mint keletkezik a forrás, a forrásból az ér, a futó érből a patak. Lehet a patakból folyó, e könyv azonban csak patak akart maradni, célja az, hogy bevétessék a magyar művelődés nagy folyamatába, s ha nem is sokkal, de valódival gyarapítsa a folyam erejét”